# 딕 라테사
딕 라테사(Dick Latessa, 1929년 9월 15일 ~ 2016년 12월 19일)는 미국의 텔레비전 배우, 영화배우, 배우, 연극 배우이다.
클리블랜드에서 태어났으며 뉴욕에서 사망하였다. 사인은 심부전이다.

## 영화
- 버디 스토리 (2010년)
- 블랙 도넬리 (2007년)
- 그레이트 뉴 원더풀 (2005년)
- 나를 책임져, 알피 (2004년) - 조 역
- 이벤트 (2003년) - 엉클 레오 역
- 스티그마타 (1999년) - 지아니 역
- 법과 질서 (1990년)
- 특수 기동대 트럭원 (1989년)
- 탐정 스펜서 (1985년)
- 원 라이프 투 리브 (1968년)